# 첸투리페 전투
첸투리페 전투(Battle of Centuripe)은 1943년 8월 2일에서 8월 4일사이에 시칠리아 첸투리페에서 일어난 제2차 세계 대전의 연합군의 시칠리아 침공의 전투이다.
이 전투는 시칠리아 중부에 위치한 첸투리페와 주변 지역을 둘러싸고 있는 언덕을 중심으로 벌어진 전투이다. 이 전투가 연합군의 승리로 끝나면서 추축군은 시칠리아에서 철수했다.

## 전투 서열

### 연합군
영국 78보병사단
- 제38아일랜드보병여단

### 추축군
제1강하기갑사단 헤르만 괴링
*제1기갑척탄병연대 헤르만 괴링
*기갑연대 헤르만 괴링